# Lukov (district de Bardejov)
Pour les articles homonymes, voir Lukov.
Lukov (allemand : Dornau im Scharosch) est un village de Slovaquie situé dans la région de Prešov.

## Histoire
Première mention écrite du village en 1264.

## Démographie

### Évolution de la population
| Année:               | 1994. | 2004.    | 2014.   | 2024.   |
| -------------------- | ----- | -------- | ------- | ------- |
| Nombre de personnes: | 454   | 576      | 618     | 663     |
| Différence:          |       | +26,87 % | +7,29 % | +7,28 % |

| Année:               | 2023. | 2024.   |
| -------------------- | ----- | ------- |
| Nombre de personnes: | 649   | 663     |
| Différence:          |       | +2,15 % |